# Лериус, Жозеф ван

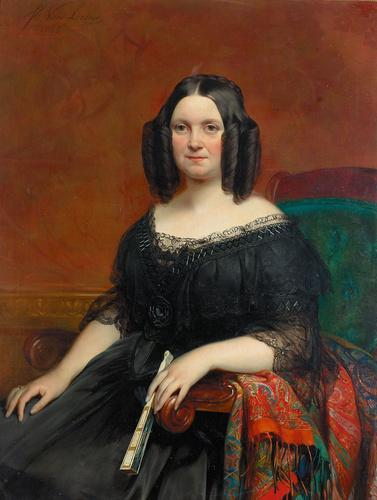
Портрет дамы в черном кружевном платье. 1845

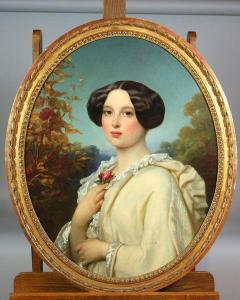
Портрет дамы

Жозеф Хендрик Франс ван Лериус (фр. Joseph van Lerius, 23 ноября 1823, Антверпен — 29 февраля 1876, Мехелен) — бельгийский художник. Педагог.

## Биография
В 15-летнем возрасте поступил в Королевскую Академию изобразительных искусств Антверпена. С 1839 по 1844 год был учеником художника Э. Вапперса. В 1852 году он отправился в учебную поездку по Германии и Италии. 
С 1854 года преподавал в Антверпенской академии искусств. Профессор. Среди его учеников были Пит Верхарт, Джордж дю Морье, Герард Портилье, Джордж Клаузен, Пьер Жан ван дер Аудера и другие. Одним из его сотрудников был Франц Венцель Шварц (1842—1919).
В 1861 году он был награжден Орденом Леопольда I. В 1869 году стал рыцарем Ордена Святого Михаила.
Совершил несколько поездок по Германии, Австрии и Италии, во время которых создал ряд пейзажей. В основном, Лериус известен как портретист.
В 1875 году ему был поставлен диагноз менингит. В следующем году он умер в возрасте 52 лет, похоронен на антверпенском кладбище Схонселхоф.

## Избранные работы

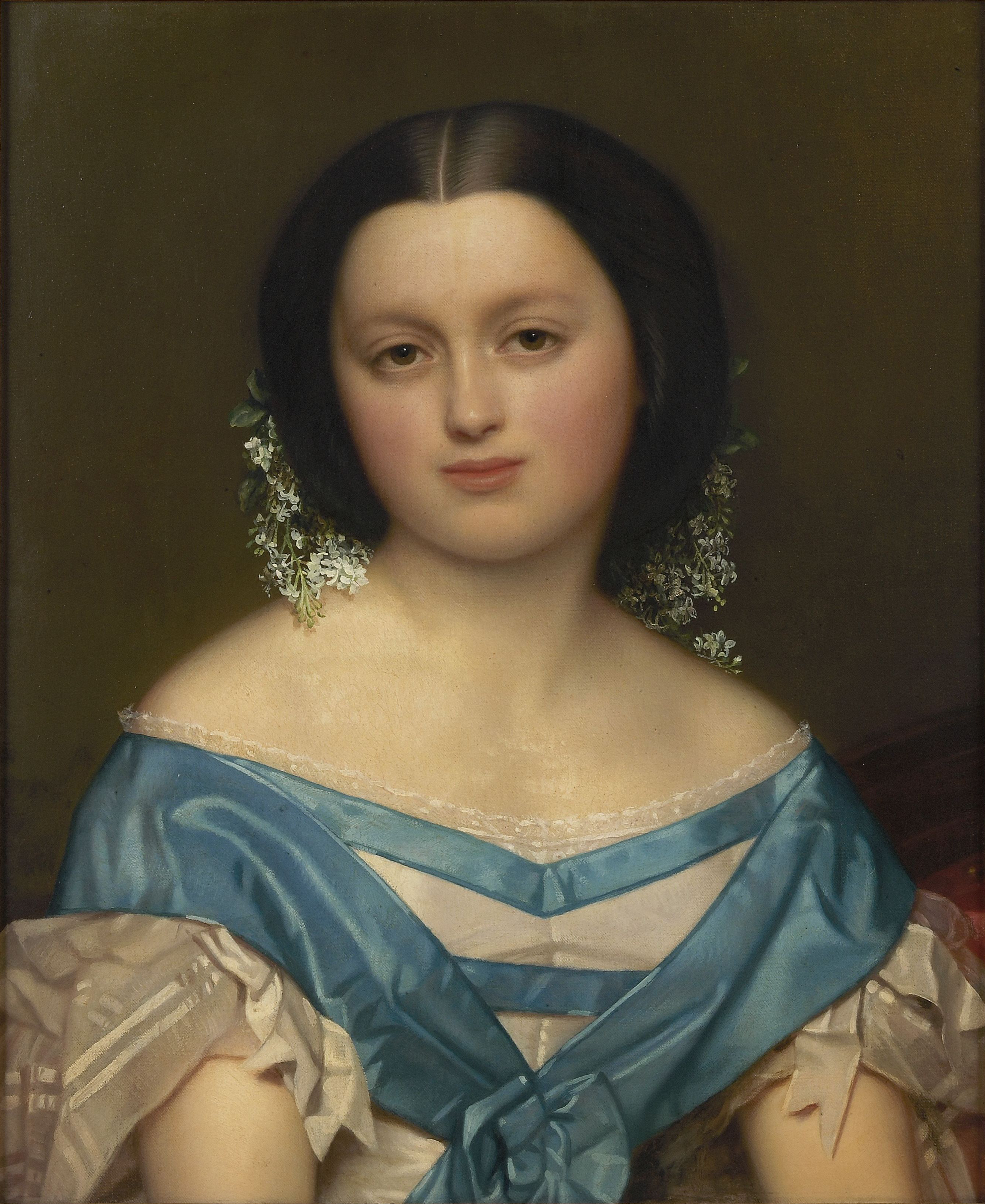
Портрет Генриетты Майер ван дер Берг, 1857

- Портрет Генриетты Майер ван дер Берг, 1857
- Четыре возраста (1851)
- Первенец (1852)
- Радости и печали (1857)
- Жанна Д'Арк (1860)
- Торжество добродетели (1863)
- Леди Годива (1870)